# Station Janinów
Station Janinów is een spoorwegstation in de Poolse plaats Janinów.